# James Heckman
James Joseph Heckman (født 19. april 1944 i Chicago i Illinois) er en amerikansk mikroøkonometriker og  professor ved University of Chicago. I 2000 modtog han Nobelprisen i økonomi sammen med en anden økonometriker Daniel McFadden. Heckman fik prisen "for sin udvikling af teorien og metoder til at analyse stikprøver".

## Baggrund
James Heckman fik sin uddannelse fra Colorado College (en bachelor-grad i matematik) og Princeton University (en kandidatgrad i 1968 og en ph.d.-grad i 1971 i økonomi). Derefter arbejdede han som adjunkt ved Columbia University, indtil han i 1973 blev ansat på University of Chicago. Her har han arbejdet siden da, først som lektor og fra 1977 som professor. I 1983 modtog han den prestigefulde John Bates Clark-medalje, der gives til den amerikanske økonom under 40 år, som vurderes at have ydet det vigtigste bidrag til økonomisk tankegang og videnskab.
Heckman er gift med sociologen Lynne Pettler-Heckman. De har to børn.

## Forskning
Heckman er kendt for sine bidrag indenfor analysen af udvælgelsesskævhed og selvselektion. Det gælder ikke mindst Heckman-korrektionen (også kendt som totrinsmetoden), der i dag med forskellige modifikationer bruges som en standardmetode til at korrigere for udvælgelsesskævhed. Dette bidrag var den direkte årsag til, at Heckman fik Nobelprisen. Heckman er dog også kendt for sin empiriske forskning inden for forskellige vigtige områder, ikke mindst vigtigheden af en god opfostring og (i bred forstand) uddannelse af børn i de allertidligste leveår.
Hans arbejde har i høj grad drejet sig om at udvikle et videnskabeligt grundlag for at kunne evaluere økonomisk politik, især med fokus på modellering af individer og mindre grupper, og de problemer, der opstår på grund af uobserveret heterogenitet, diversitet og manglende viden om kontrafaktiske scenarier. Han har udviklet en række økonometriske metoder til at håndtere disse problemer. Hans forskning har dermed givet beslutningstagere vigtig ny indsigt i områder som uddannelse, jobtræning, vigtigheden af at tage højde for generelle ligevægtseffekter i analyser af arbejdsmarkedet, antidiskriminationslove og borgerrettigheder. Han har således demonstreret en stærk kausal effekt af den amerikanske borgerrettighedslov fra 1964 på afrikansk-amerikanernes økonomiske situation. Hans nyere forskning fokuserer på ulighed samt menneskers udvikling og dannelse af færdigheder over livsforløbet med særlig vægt på økonomien bag tiltag i den tidlige barndom. Heckman har demonstreret, at en samfundsmæssig indsats for at styrke trivslen og læringen i social udsatte børns første leveår er en af de investeringer, der giver det allerstørste samfundsmæssige afkast.
Heckman har skrevet over 300 artikler og adskillige bøger, herunder Inequality in America: What Role for Human Capital Policy? (med Alan Krueger), Evaluating Human Capital Policy, Law, and Employment: Lessons from Latin America and the Caribbean (med Carmen Pages), Handbook of Econometrics, bind 5, 6A og 6B (redaktør sammen med Edward Leamer), Global Perspectives on the Rule of Law, (redaktør sammen med R. Nelson og L. Cabatingan) og The Myth of Achievement Tests: The GED and the Role of Character in American Life (med John Eric Humphries og Tim Kautz).